# Јелена Ракочевић
Јелена Ракочевић (Подгорица, 4. јул 1986) српска је телевизијска, филмска, позоришна и гласовна глумица. Глуму је дипломирала на Академији уметности у Новом Саду на класи професора Љубослава Мајерe.

## Улоге

### Позоришне представе
| Наслов                                      | Улога                         | Редитељ           | Позориште                                        | Премијера          |
| ------------------------------------------- | ----------------------------- | ----------------- | ------------------------------------------------ | ------------------ |
| Лет изнад кукавичјег гнезда                 | Кенди Стар (од 2014)          | Жанко Томић       | Београдско драмско позориште                     | 5. новембар 2005.  |
| Мандрагола                                  | Лукреција Калфучио            | Немања Савковић   | Позориште младих                                 | 16. децембар 2009. |
| Харолд и Мод                                | Ненси (од сезоне 2014/15)     | Милан Караџић     | Београдско драмско позориште                     | 6. јун 2010.       |
| Црвена, секс и последице                    | Ева                           | Ана Илић          | Савез драмских уметника Војводине                | 22. октобар 2010.  |
| Афтер                                       |                               | Драган Маринковић | Установа културе „Вук Стефановић Караџић”        | 4. април 2013.     |
| Опомена – десет година после Зорана Ђинђића |                               | Бранислав Лечић   | Сава центар (касније УК Палилула)                | 9. април 2013.     |
| Бајка о мртвој царевој кћери                | Нина                          | Јана Маричић      | Битеф театар                                     | 16. мај 2014.      |
| Рулет-плес                                  | Босиљка                       | Марко Живић       | Београдско драмско позориште                     | 8. март 2015.      |
| Школа за љубавнике                          |                               | Бојан Стојчетовић | Установа културе Палилула (касније Академија 28) | 15. новембар 2015. |
| Код општег места лево                       |                               | Радивоје Козомара | Установа културе „Вук Стефановић Караџић”        | 23. децембар 2015. |
| Зојкин стан                                 | Друга неодговорна дама Мимра  | Наташа Поплавска  | Београдско драмско позориште                     | 11. октобар 2017.  |
| Петријин венац                              | Влајина Ана / Милана / Сестра | Бобан Скерлић     | Атеље 212                                        | 24. новембар 2018. |
| Долина јоргована                            |                               | Лазар Дубовац     | Академија 28                                     | 20. април 2019.    |
| Уредник                                     | Вера Катић                    | Војкан Арсић      | Дорћол Platz                                     | 6. март 2020.      |

### Филмографија
|                   | 2000▼ | 2010▼ | 2020▼ | Укупно |
| ----------------- | ----- | ----- | ----- | ------ |
| Дугометражни филм | 1     | 7     | 2     | 10     |
| ТВ филм           | 0     | 0     | 0     | 0      |
| ТВ серија         | 3     | 12    | 4     | 19     |
| Кратки филм       | 0     | 2     | 0     | 2      |
| Укупно            | 4     | 21    | 6     | 31     |

| Год.       | Назив                              | Улога                                        |
| ---------- | ---------------------------------- | -------------------------------------------- |
| 2000-е▲    |                                    |                                              |
| 2008—2015. | Улица липа (серија)                | Нина                                         |
| 2009.      | Срце је мудрих у кући жалости      | Студенткиња                                  |
| 2009.      | Грех њене мајке (серија)           | Ливија                                       |
| 2009.      | Заувек млад (серија)               | Лепотица 1                                   |
| 2010-е▲    |                                    |                                              |
| 2010.      | Сва та равница (серија)            | Елизабета Колар                              |
| 2010.      | Може и другачије (серија)          | Ћерка Љубинка                                |
| 2010.      | Долина сунца (серија)              | Хелена Антуновић                             |
| 2011.      | Октобар (сегмент: Рођендан)        | Марија                                       |
| 2013.      | Монтевидео, Бог те видео! (серија) | Жизел                                        |
| 2013.      | Војна академија 2                  | Милена                                       |
| 2014.      | Мали Будо                          | Стела                                        |
| 2014.      | Мамула                             | Ана                                          |
| 2014.      | Војна академија (серија)           | Милена                                       |
| 2014.      | Sum (кратки филм)                  |                                              |
| 2014.      | Европа, бре!                       | Милена                                       |
| 2014.      | Ургентни центар (серија)           | Слађа                                        |
| 2015.      | Отворени кавез                     | Маја                                         |
| 2014.      | Danson (кратки филм)               | Ива                                          |
| 2016—2017. | Сумњива лица (серија)              | Новинарка                                    |
| 2017.      | Синђелићи (серија)                 | Ана                                          |
| 2017.      | Проклети пас                       | Лена                                         |
| 2017.      | Мамини синови (серија)             | Болничарка                                   |
| 2019.      | Ујка - нови хоризонти (серија)     | Цеца                                         |
| 2019.      | Нек иде живот (серија)             | Тина Славковић                               |
| 2019—2020. | Слатке муке (серија)               | Теа                                          |
| 2020-е▲    |                                    |                                              |
| 2021.      | Радио Милева (серија)              | Кристина                                     |
| 2021—2022. | Авионџије (серија)                 | Весна Медић — Медена                         |
| 2021–2022. | Коло среће (серија)                | Силвија Манојловић                           |
| 2021.      | Авантуре породице Бигфут           | Ема, Беки Дамбор, Пем, Тина, додатни гласови |
| 2022.      | Мала супруга (серија)              | Тамара                                       |
| 2022.      |                                    |                                              |
| 2023.      | Залив                              |                                              |

### Синхронизације
| Година синх. | Анимирани филм                    | Улога            |
| ------------ | --------------------------------- | ---------------- |
| 2015.        | У мојој глави                     | Наставница       |
| 2019.        | Корги: Краљевски пас великог срца |                  |
| 2020.        | Викинг Вик и чаробни мач          |                  |
| 2020.        | Мисија Арктик                     | Јана             |
| 2020.        | Снежана и 7 патуљака (2019)       | Снежана          |
| 2020.        | Кућни љубимци на тајном задатку   |                  |
| 2021.        | Том и Џери (2021)                 | Кејла            |
| 2023.        | Руби тинејџерка: Морско чудовиште | Челси ван дер Зи |